# Wereldkampioenschap voetbal 2018 (Groep H) Senegal - Colombia
Dit artikel gaat over de wedstrijd in de groepsfase in groep H tussen Senegal en Colombia die gespeeld werd op donderdag 28 juni 2018 tijdens het wereldkampioenschap voetbal 2018. Het duel was de zesenveertigste wedstrijd van het toernooi.

## Voorafgaand aan de wedstrijd
- Senegal stond bij aanvang van het toernooi op de zevenentwintigste plaats van de FIFA-wereldranglijst.[1]
- Colombia stond bij aanvang van het toernooi op de zestiende plaats van de FIFA-wereldranglijst.[2]
- Deze confrontatie tussen de nationale elftallen van Senegal en Colombia was de tweede in de historie.[3]
- Het duel vond plaats in de Cosmos Arena in Samara. Dit stadion werd in 2018 geopend en kan 44.918 toeschouwers herbergen.

## Wedstrijdgegevens[4]
| Datum                | 28 juni 2018                                                                                             | 28 juni 2018                                                                                             |
| Wedstrijdnummer      | 46 | 46 |
| Stadion              | Cosmos Arena, Samara                                                                                     | Cosmos Arena, Samara                                                                                     |
| Toeschouwers         | 41.970                                                                                                   | 41.970                                                                                                   |
| Scheidsrechter       | Milorad Mažić                                                                                            | Milorad Mažić                                                                                            |
| Assistenten          | Milovan Ristić Dalibor Đurđević                                                                          | Milovan Ristić Dalibor Đurđević                                                                          |
| Vierde official      | Bamlak Tessema Weyesa                                                                                    | Bamlak Tessema Weyesa                                                                                    |
| Videoscheidsrechters | Danny Makkelie Elenito Di Liberatore (assistent) Gianluca Rocchi (assistent) Bastian Dankert (assistent) | Danny Makkelie Elenito Di Liberatore (assistent) Gianluca Rocchi (assistent) Bastian Dankert (assistent) |
| Man van de wedstrijd | Yerry Mina                                                                                               | Yerry Mina                                                                                               |
|                      | Senegal                                                                                                  | Colombia                                                                                                 |
| Doelpunten           | 0 | 1 |
| Gele kaarten         | 1 | 1 |
| Rode kaarten         | 0 | 0 |
| Wissels              | 3 | 3 |
| Schoten op doel      | 3 | 2 |
| Schoten naast doel   | 4 | 1 |
| Overtredingen        | 15 | 15 |
| Hoekschoppen         | 1 | 3 |
| Buitenspel           | 3 | 3 |
| Balbezit (%)         | 43 | 57 |

| Senegal | 0 – 1           | Colombia |
| | goals (assists) | 74' Yerry Mina (Juan Fernando Quintero) |
| Aliou Cissé | bondscoach      | José Pékerman |
| Khadim N'Diaye Lamine Gassama Salif Sané Kalidou Koulibaly Youssouf Sabaly 74' Ismaïla Sarr Cheikhou Kouyaté Idrissa Gueye Sadio Mané Keita Baldé 80' M'Baye Niang 86' | opstellingen    | David Ospina Santiago Arias Davinson Sánchez Yerry Mina Johan Mojica 83' Mateus Uribe Carlos Sánchez Juan Cuadrado Juan Fernando Quintero 31' James Rodríguez 89' Radamel Falcao |
| Moussa Wagué 74' Moussa Konaté 80' Diafra Sakho 86' | wissels         | 31' Luis Muriel 83' Jefferson Lerma 89' Miguel Borja |
| M'Baye Niang 51' | gele kaarten    | 45' Johan Mojica |
| | rode kaarten    | |